# 니시스가모정
니시스가모정(西巣鴨町)은 도쿄부 기타토시마군에 존재했던 정이다. 현재의 도시마구에 해당한다. 1918년에 정으로 승격해 탄생했다.

## 지리
현재 도시마구 중부 지역의 북쪽 절반을 차지하고 있다.

## 역사
- 1889년 5월 1일 - 시정촌제 시행에 의해 스가모촌이 성립하였다.
- 1918년 7월 20일 - 정으로 승격해 니시스가모정이 되었다.
- 1932년 10월 1일 - 도쿄시에 편입에 의해 스가모정, 다카다정, 나가사키정과 함께 도시마구가 되었다.

## 교통

### 철도
- 일본철도 국철 야마노테선
- 도조철도 도부 철도
- 무사시노 철도 무사시노선
- 오지전기철도 전차

### 도로
- 국도 제5호선 (후에 제9호선, 현 국도 제17호선) 나카센도
- 가마쿠라 가도

## 참고문헌
- 人事興信所編『人事興信録 第12版 上』人事興信所、1940年。
- 北豊島郡農会編『北豊島郡誌』北豊島郡農会、1918年（大正7年）11月10日発行、1979年（昭和54年）9月25日復刻版発行。